# ستيوارت هازلدين
ستيوارت هازلدين (بالإنجليزية: Stuart Hazeldine) (و. 1971  م) هو كاتب سيناريو، ومخرج أفلام، ومنتج أفلام بريطاني، ولد في سري، بدأ مشواره المهني سنة 1994.

## التعليم
تعلم في جامعة كنت، وتعلم في جامعة ماساتشوستس في أمهرست
.

## وصلات خارجية
- ستيوارت هازلدين على موقع IMDb (الإنجليزية)
- ستيوارت هازلدين على موقع ألو سيني (الفرنسية)
- ستيوارت هازلدين على موقع أول موفي (الإنجليزية)
- ستيوارت هازلدين على موقع قاعدة بيانات الأفلام السويدية (السويدية)
- ستيوارت هازلدين على موقع قاعدة بيانات الفيلم (الإنجليزية)
- ستيوارت هازلدين على موقع كينوبويسك (الروسية)